# Altenstadt an der Waldnaab
Altenstadt an der Waldnaab (eller: Altenstadt a.d.Waldnaab) er en kommune i Landkreis Neustadt an der Waldnaab i Regierungsbezirk Oberpfalz i den tyske delstat Bayern.

## Geografi
Altenstadt an der Waldnaab ligger i den nordlige del af Oberpfalz. I kommunen ligger ud over Altenstadt an der Waldnaab, landsbyerne Buch, Haidmühle, Kotzau, Meerbodenreuth, Sauernlohe og Süßenlohe.

### Nabokommuner
Altenstadt grænser til Neustadt an der Waldnaab, Weiden in der Oberpfalz, Parkstein og Kirchendemenreuth.